# Миргородський завод мінеральних вод
Ми́ргородський заво́д мінера́льних вод — один із найбільших виробників мінеральних вод в Україні. Розташований завод у курортному місті Миргород, що на Полтавщині. З 2003 р. входить до складу компанії IDS Ukraine. Це потужне підприємство, оснащене найсучаснішими європейськими лініями розливу. Готова продукція відповідає усім нормам національної сертифікації УкрСЕПРО. На сьогодні на підприємстві функціонує система управління якістю, сертифікована на відповідність ISO 9001:2001. Мінеральна вода розливається одразу на місці видобутку згідно з міжнародними нормами, що забезпечує збереження її структури та всіх властивостей. Персонал заводу вважається одним із найбільш кваліфікованих в Україні, тому не дивно, що у 2009 р. Миргородський завод мінеральних вод увійшов у ТОП-10 найкращих працедавців Центральної та Східної Європи за версією міжнародної компанії Hewitt Associates та Wall Street Journal Europe. А у 2011 році мінеральна вода «Миргородська Лагідна» здобула перемогу в конкурсі «100 найкращих товарів».

## Історія[3]
Миргородське родовище мінеральної води відкрив у 1912 році місцевий лікар Іван Зубковський. В 1915 році цілющі властивості Миргородської мінеральної води були підтверджені медичною Радою Військово-медичної академії в Петербурзі.
В 1917 році, завдяки наполегливості лікаря Зубковського, у Миргороді відкрили першу водолікарню у приміщенні міської лазні на 5 ванн «для зовнішнього застосування».
В 1919 році декретом Ради Народних Комісарів було оголошено про заснування курорту «Миргород», проте активно розвиватися він почав лише у другій половині 20-х років. А щоб жителі могли використовувати воду і для оздоровлення поза курортом, у 1927 році заснували завод мінеральних вод.
Новою віхою в історії розвитку підприємства було будівництво нового заводу на початку 70-их р. Вже у 1974 р. запрацював оновлений завод мінеральних вод. Інвестиції, здійснені у розвиток підприємства у 90-их р., значно підвищили продуктивність заводу, було реконструйовано виробничі потужності, встановлена німецька лінія KHS із розливу мінеральної води в ПЕТ-тару об'ємом 1,5 л. У 1998 р. була введена в експлуатацію ще одна лінія з розливу мінеральних вод у ПЕТ-тару об'ємом 0,5 л., 1,0. та 1,5 л. Тоді ж запрацював новий цех із розливу питної води «Старий Миргород» в каністри з екологічно чистого поліетилену ємністю 5 л., також було розпочате власне виробництво корків та преформ для каністр. Ще однією важливою датою став 1999 р., коли до 190-річчя із дня народження М.Гоголя розпочалось виробництво питної води ТМ «Сорочинська». З 2006 року була створена постійно діюча еколого-гідрогеологічна станція Миргородського родовища мінеральних вод, де спеціалісти українського НПП «СПЕЦВОДГЕО» контролюють використання води з метою оптимального функціонування ресурсів родовища.
В 2006 році в експлуатацію було введено нове німецьке обладнання для водопідготовки мінеральної води «Миргородська» та лінія розливу питної води в каністри. В 2010 році було розпочато виробництво мінеральної води «Миргородська Лагідна» (Criwa, Німеччина).
Таким чином, високотехнологічне виробництво та висока якість продукції гарантують успіх підприємства.

## Асортимент

Миргородське родовище

Станом на 2022 рік асортимент продукції Миргородського заводу мінеральних вод складається з природних мінеральних вод:
- «Миргородська».
- «Миргородська Лагідна».

А також питних вод:
- «Аляска»[4].
- «Аква Лайф».

## Нагороди
За досягнення у сфері якості підприємство отримало чимало національних та міжнародних відзнак:
- 1997 рік — Міжнародна золота нагорода «За комерційний престиж» (Іспанія).
- 1998 рік — Почесний сертифікат за видатні досягнення у сфері менеджменту якості, технічних інновацій, рівня бізнесу і престижу на Європейському ринку (Брюссель).
- 1998 рік — «Арка Європи за перевагу і якість»(Іспанія).
- 1999 рік — «Міжнародна американська винагорода за якість» (Пуерто-Рико).
- 2001 рік — «Найкраща торгова марка України» (Національний рейтинг, м. Київ)

- 2001 рік — Медаль «За високу якість» (м. Київ, «Свято пива»).
- 2001 рік — Золота медаль за високу якість лікувально-столової води «Миргородська» (м. Київ).
- 2002 рік — Диплом за активну участь у виставці-ярмарку «Зелений тиждень-2002» (Берлін)

- 2002 рік — Диплом переможця Всеукраїнського конкурсу якості 2002 року серед середніх підприємств, що виготовляють продовольчі товари (м. Київ).
- 2003 рік — Диплом «Найкращий роботодавець року» ІІІ-го Всеукраїнського конкурсу (м. Київ).
- 2003 рік — Диплом фіналіста обласного етапу Всеукраїнського конкурсу якості продукції «100 найкращих товарів України» (м. Полтава).
- 2003 рік — Переможець Національного Рейтингу 2002 «Найкраща торгова марка України» (м. Київ).
- 2005 рік — Переможець Фестивалю-конкурсу «Вибір року» у 2005 р. в номінації «Мінеральна лікувально-столова вода року» — «Миргородська» та в номінації «Питна вода року» — «Старий Миргород».
- 2006 рік — Переможець Фестивалю-конкурсу «Вибір року» у 2006 р. в номінації «Мінеральна лікувально-столова вода року» — «Миргородська».
- 2008 рік — Питна вода «Старий Миргород» — Лауреат Всеукраїнського конкурсу «100 найкращих товарів».
- 2008 рік — Мінеральна вода «Миргородська» — Переможець Всеукраїнського конкурсу «100 найкращих товарів»

- 2009 рік — Миргородський завод мінеральних вод посів 9 місце у щорічному Рейтингу найкращих роботодавців Центральної та Східної Європи в категорії «Великі компанії». МЗМВ став єдиною українською компанією, що потрапила в дану категорію відомого дослідження, яке щороку проводить міжнародна компанія Hewitt Associates за спонсорської підтримки Wall Street Journal Europe.
- 2011 рік — Мінеральна вода «Миргородська Лагідна» — Переможець Всеукраїнського конкурсу «100 найкращих товарів».